# 大部
大部（だいぶ）は、漢字を部首により分類したグループの一つ。
康熙字典214部首では37番目に置かれる（3画の8番目）。

## 概要
「大」の字はヒトの形に象る。「人」の字が側面から見たヒトであるのに対し、大の字は正面から見たヒトに象る。後に「大きい」ことを意味するようになった。偏旁の意符においてヒトや大小に関することを示す。
大部は以上のような意符を構成要素とする漢字と「大」の形を筆画として持つ漢字を分類している。
大部の字ではないが「器」、「戻」、「涙」、「臭」、「類」などの「大」は本来は「犬」であるのが日本の新字体では「犬」の「丶」が取れて「大」の字形になった。

## 部首の通称
- 日本：だい・だいがしら・だいかんむり
- 韓国：큰대부（keun dae bu、おおきな大部）
- 英米：Radical big

## 部首字
大
- 広韻 - 徒蓋切
- 詩韻 - 泰韻、去声
- 三十六字母 - 定母
- 日本語 - 音：タイ（漢音）・ダイ（呉音） 訓：おおきい・おおいなる
- 中国語 - ピンイン：dà 注音：ㄉㄚˋ ウェード式：ta 4
- 朝鮮語 - 訓音：클(keul、おおきい)・위대할（widaehal、偉大な） 대(dae)

甲骨文
金文
大篆
小篆

## 例字
- 大・夨・太・天・夫・夭・央・失・头
- 奇・奈・奔・奉・奏・套・奢・奪・奮
- 奕・契・奥・奨
- 𡚥
  - 丈→一部
  - 爽→爻部